# 폴 힙
폴 힙(Paul Hipp, 1963년 7월 17일 ~ )은 미국의 배우, 가수이다.
필라델피아에서 태어났다.

## 음반 목록
- Blog of War (2008)
- The Remote Distance (2015)
- Sometimes I'm Rudy (2017)

## 영상 목록

### 영화
- 스틱키 핑거스 (1988, Sticky Fingers)
- 배드 캅 (1992)
- 아버지와 아들 (1992, Fathers & Sons)
- 죽음의 방송 (1992, Bad Channels)
- 퓨너럴 (1996)
- 미드나잇 가든 (1997)
- 페이스 오프 (1997)
- 살인 키스 (1997, Vicious Circles)
- 또 다른 천국 (1998, Another Day in Paradise)
- 웨이킹 더 데드 (1999, Waking the Dead)
- 돈벼락을 맞은 여자 (2000, More Dogs Than Bones)
- 틴에이지 케이브맨 (2002, Teenage Caveman)
- Two Tickets to Paradise (2006)
- 라스트 갓파더 (2010)
- 4:44 지구 최후의 날 (2011)
- We Are Not Animals (2013)
- 웰컴 투 뉴욕 (2014, Welcome to New York)

### 텔레비전
- ER (2002)
- 카니발 (2005)
- 헤크 패밀리 (2010-18)